# Hiperfant
Hiperfant  (en grec antic: Ὑπέρφαντος) va ser, segons la mitologia grega, un cabdill dels flègies i un aliat dels tebans.
Va ser el pare d'Eurigania, que, segons Pausànias, es va casar amb Èdip després de la mort de Jocasta. Pausànias diu també que Eurigania era la mare dels quatre fills d'Èdip, Etèocles, Polinices, Antígona i Ismene. Pausànias fa referència al poema de l'Edipòdia i a una pintura d'Onasias que mostra a Eurigania afligida per les baralles entre els seus dos fills.
Segons Hesíode, Hiperfant va tenir una altra filla, Eurianassa, que va ser la mare de Mínias, amb Posidó.